# ヴァウデマール・ロドリゲス・マルチンス
オレコ (Oreco) こと、ヴァウデマール・ロドリゲス・マルチンス（Valdemar Rodrigues Martíns, 1932年6月13日 - 1985年4月3日）は、ブラジル・リオグランデ・ド・スル州出身のサッカー選手である。1958 FIFAワールドカップで優勝した。

## 所属クラブ
- 1949  ECインテルナシオナル (リオグランデ・ド・スル州)
- 1950-1957  SCインテルナシオナル
- 1957-1965  SCコリンチャンス・パウリスタ
- 1965-1968  ミジョナリオスFC
- 1968-1970  デポルティーボ・トルーカFC
- 1970-1972  ダラス・トーネード（英語版）

## タイトル

### クラブ
SCインテルナシオナル
- カンピオナート・ガウショ : 1950, 1951, 1952, 1953, 1955

ミジョナリオスFC
- コロンビアリーグ : 1966

ダラス・トーネード
- NASL : 1971

### 代表
ブラジル代表
- パンアメリカン競技大会 : 1956
- FIFAワールドカップ : 1958